# مدينة الحرير
مدينة الحرير تقع في مدينة الصبية في المنطقة الشمالية للكويت على مساحة 250 كيلومتر مربع حيث يستغرق إنشاؤه 25 سنة تقريبا بكلفة 86.1 مليار دولار أمريكي. ويعود الهدف من إنشاء هذا المشروع إلى عدم قدرة دولة الكويت على استيعاب النمو السكاني للمواطنين من جهة, والاكتفاء بتطوير البنية التحتية بشكل خاطئ. الأمر الذي أدى إلى زيادة المشاكل العمرانية والبيئية والمرورية والاجتماعية, وعليه أتت فكرة وضع حل لتلك المشاكل بإنشاء مدينة متكاملة تساهم في خفض الإنفاق الحكومي وتكون عاملا أساسيا لجذب الاستثمارات المحلية والأجنبية.

## قرى المدينة
تشمل مدينة الحرير بتصميماتها الأولية أربعة أحياء أو قرى أساسية:

### القرية المالية
وتشمل التبادل التجاري والتجارة العالمية, موقعها مواجه لمدينة الكويت, وتتميز بقربها الشديد من المطار الجديد الذي تقدر مسافته بـ 23 دقيقة من مدينة الكويت.

### القرية الترفيهية
تقع القرية الترفيهية على مصبات القناة المائية التي تربط الخليج العربي ونهري دجلة والفرات وتحتوي القرية على فنادق ومنتجعات واستراحات لقضاء العطلات, وتشمل أيضا مجمعات رياضية, ومن ضمنها أكاديمية رياضية بمستوى عالمي مع مراكز للطب الرياضي والرياضة البحرية.

### القرية الثقافية
وهي تضم حيا ثقافيا وينقسم إلى ثلاث ضواحي: الضاحية الأكاديمية, الضاحية السياسية, والضاحية الدبلوماسية, وتشمل أيضا مراكز للدراسات المتعلقة بالإثار القديمة والفنون والمتاحف.

### القرية البيئية
وتقع في وسط المدينة على مساحة 45 كيلومتر مربع, وتشمل مراكز للحياة الطبيعية ومحميات للنباتات البرية ومحميات للطيور المهاجرة من أفريقيا ووسط آسيا, وتحتوي على مساحات شاسعة للمراعي والمياه العذبة, وبالإضافة إلى ذلك فإن القرية سوف تحتوي على مركز للأبحاث البيئية وستضم دراسات علمية متخصصة للحياة الطبيعية.
ويحيط بمدينة الحرير عقد زمردي, ويوفر هذا العقد للزائر أو المقيم المنتزهات والحدائق والبحيرات. وبالإضافة إلى ذلك تضم المدينة العنصر المميز عالميا, وهو برج مبارك الكبير الذي يعد أعلى برج في العالم حيث يبلغ ارتفاعه 1001 متر (250 طابق), ويكون مزودا بأحدث التقنيات المعمارية الملائمة للمناخ ويشمل البرج سبعة تجمعات تضم مكاتب وفنادق ومرافق سكنية وترفيهية.

## وصلات اضافية
- الموقع الرسمي نسخة محفوظة 2 يناير 2009 على موقع واي باك مشين.
- مدينة الحرير
- موقع تفصيلي
- مدينة الحرير وبرج مبارك الكبير